# Грезиводан
Грезиводан (фр. Grésivaudan, Graisivaudan) — средняя часть продольной ложбины Sillon alpin во Франции, отделяющей Французские Предальпы (Веркор, Шартрёз, Бож) от осевой зоны Альп (Бельдонн, Вануаз) во Французских Альпах, между городами Гренобль на юге и Поншарра на севере. Занята долиной реки Изер. Длина более 60 км. Грезиводан — один из наиболее освоенных районов Французских Альп. Земледелие (пшеница, технические культуры); плодоводство, виноградарство. Электрометаллургические и электрохимическая промышленность (на базе использования гидроэнергии).
Название Грезиводан (Graisivaudan) фонетически восходит к Грацианопольский (Gratianopolitanus) от «грацианопольский округ» (лат. Gratianopolitanus Pagus) по римскому городу Грацианополь (Gratianopolis) на месте современного города Гренобль. В XIV веке в округе (бальяже, фр. bailliage) Грезиводан в провинции Дофине была значительная еврейская община, имевшая своих контролеров, следивших за тем, чтобы евреи платили налог сообразно величине их имущества. Каждый еврей был обязан сделать в синагоге в присутствии представителей общины надлежащее заявление: за неправильное указание имущества ему грозил херем. Еврейский документ от 6 Адара 5106 года (30 января 1346 года) гласит, что должностные лица еврейских общин округа Грезиводан (ивр. גרישאבבדאן‎), принеся присягу, поручились от имени всех евреев, что они уплатят дофину Вьеннскому Умберту II часть денег, нужных ему для управления страной, а также будут аккуратно вносить в его казну и в будущем все налоги и тяготы, какие будут на них налагаться по распоряжению властей.

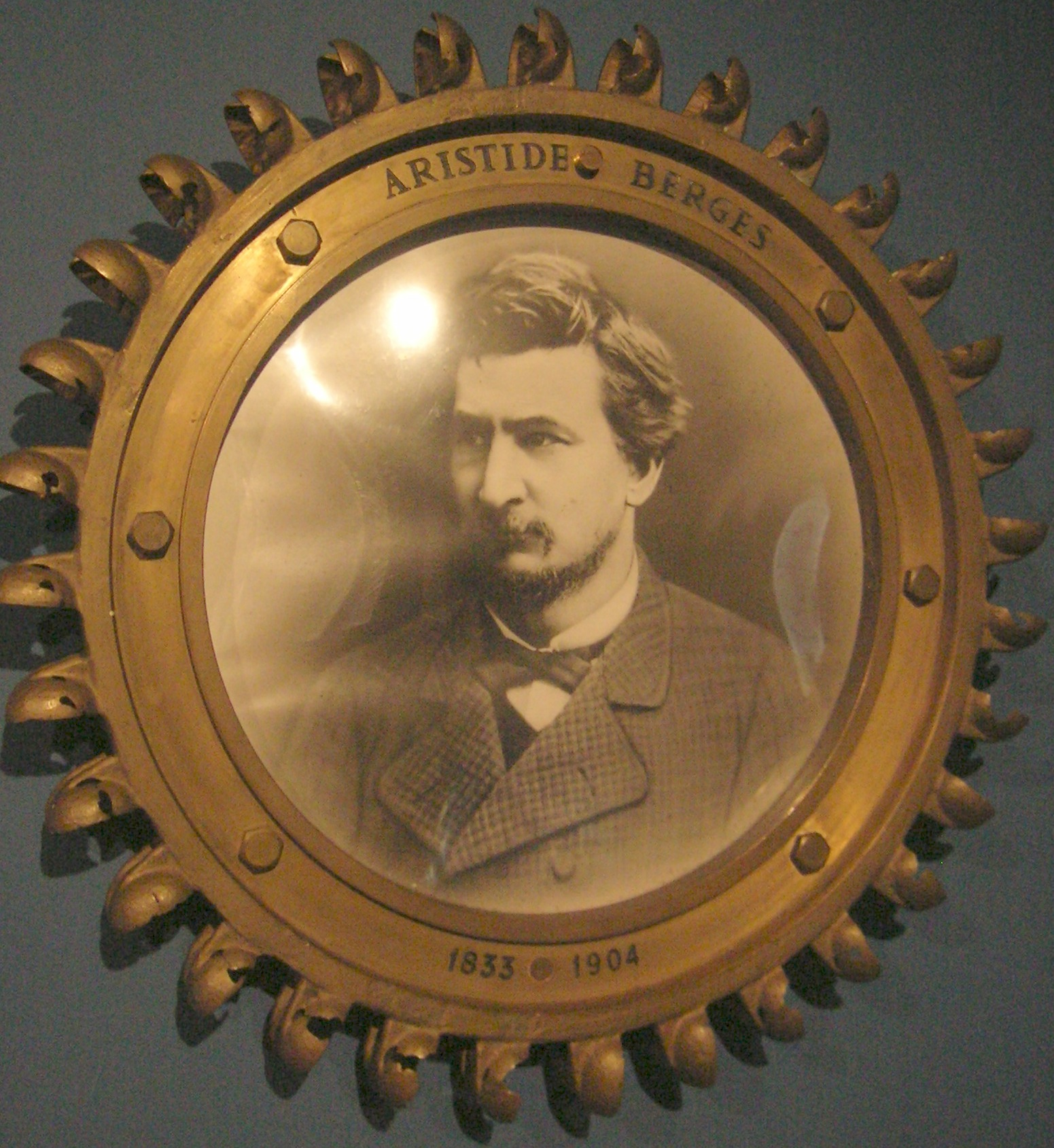
Портрет Аристида Берже (1833—1904) в его особняке в Ланси (Виллар-Бонно)

Грезиводан — колыбель гидроэнергетики. В 1869 году французский инженер Аристид Берже (1833—1904) построил в Ланси (Виллар-Бонно) первую гидроэлектростанцию на реке Изер. Аристид Берже был пропагандистом использования водной энергии больших падений, аккумулируемой в снегах и глетчерах, и в 1867 году ввёл термин «белый уголь» (houille blanche) — движущая сила воды. Около 1870 года он начал строить свою бумажную фабрику в Лансе на основе ГЭС мощностью 3000 л. с.
Главные города долины: Альбервиль, Монмельян, Муаран, Поншарра, Гренобль.